# Somme aléatoire
Ne doit pas être confondu avec loi de mélange.
En mathématiques et plus précisément en théorie des probabilités, une somme aléatoire est une variable aléatoire qui s'écrit comme une somme de variables aléatoires indépendantes et identiquement distribuées (i.i.d) telle que le nombre de termes de la somme est aussi aléatoire et indépendant des termes de la somme.
La loi d'une somme aléatoire s'appelle parfois loi composée, ou encore loi généralisée,,. 

## Définition
Soit {\displaystyle X_{1},X_{2},\dots } des variables aléatoires réelles i.i.d et {\displaystyle N} une variable aléatoire entière indépendante de {\displaystyle X_{1},X_{2},\dots } On définit la somme aléatoire {\displaystyle S} de la manière suivante :
{\displaystyle S=\sum _{i=1}^{N}X_{i}}
en convenant qu'une somme vide est nulle. 
Dans le cas particulier où {\displaystyle N} suit une loi de Poisson on dira que {\displaystyle S} suit une loi de Poisson composée.

## Exemples
| Loi de {\displaystyle N}                             | Loi des {\displaystyle X_{i}}                    | Loi de {\displaystyle S}                                                                                   |
| ---------------------------------------------------- | ------------------------------------------------ | --- |
| Loi de Poisson de paramètre {\displaystyle \lambda } | Loi logarithmique de paramètre {\displaystyle q} | Loi binomiale négative de paramètres {\displaystyle r={\frac {-\lambda }{\ln p}}} et {\displaystyle p=1-q} |

## Propriétés
- Si {\displaystyle N} et les {\displaystyle X_{i}} ont une espérance finie, alors {\displaystyle S} aussi et on a la formule {\displaystyle \mathbb {E} [S]=\mathbb {E} [X_{1}]\mathbb {E} [N]}. C'est la formule de Wald.
- Si {\displaystyle N} et les {\displaystyle X_{i}} ont une variance finie, alors {\displaystyle S} aussi et on a la formule {\displaystyle V(S)=\mathbb {E} [N]V(X_{1})+\mathbb {E} [X_{1}]^{2}V(N)}.
- Si les {\displaystyle X_{i}} sont à valeurs entières positives alors les fonctions génératrices des probabilités satisfont {\displaystyle G_{S}=G_{N}\circ G_{X_{1}}} où {\displaystyle \circ } désigne la composition de fonctions. Cette relation explique l'origine de l'appellation « loi composée ».

## Lien avec la loi de mélange
Chez certains auteurs,, le terme « loi composée » peut aussi désigner le concept, proche mais néanmoins différent, de « loi de mélange ». Pour éviter ces confusions les mathématiciens C. Chatfield et C. M. Theobald préconisent d'abandonner l'utilisation du terme « loi composée » et de n'utiliser que les termes « loi de mélange » et « somme aléatoire » qui sont bien plus explicites. D'autres mathématiciens ont également remarqué cette confusion dans la terminologie,. 
Cette confusion viendrait en partie du changement de terminologie dans les publications et livres du mathématiciens William Feller,. En effet ce dernier a d'abord utilisé le terme « loi composée » pour désigner à la fois le concept de « loi de mélange » et aussi de « somme aléatoire ». Il a ensuite opté pour ces deux dernières dénominations pour clarifier la distinction.
La loi d'une somme aléatoire peut se voir comme un cas particulier d'une loi de mélange. En effet si {\displaystyle F_{n}} désigne la fonction de répartition de {\displaystyle X_{1}+\dots +X_{n}} alors on a que la fonction de répartition {\displaystyle F} de {\displaystyle S} vérifie
{\displaystyle F(t)=\sum _{n=0}^{\infty }F_{n}(t)\mathbb {P} (N=n)}.